# Christopher Loeak
Christopher Loeak (11 november 1952) was van 10 januari 2012 tot 11 januari 2016 president van de Marshalleilanden. 
Loeak studeerde in de Verenigde Staten: eerst in Hawaï, en vervolgens rechten aan een universiteit te Spokane, Washington. In 1985 werd hij voor het eerst in het parlement verkozen, drie jaar later kreeg hij reeds zijn eerste ministeriële functie. 

## Regeringsfuncties
- 1988-1992: Minister van Justitie
- 1992-1996: Minister van Sociale Diensten
- 1996-1998: Minister van Onderwijs
- 2008-2009: Minister in assistentie van de president
- 2012-2016: President